# Orphan-Arzneimittel
Der Begriff Orphan-Arzneimittel oder Orphan Drug (von englisch orphan, „die Waise“, aus griechisch ορφανός) wurde 1983 erstmals für Arzneimittel verwendet, die für die Behandlung seltener Krankheiten eingesetzt werden. Eine genauere Bezeichnung ist „Arzneimittel für seltene Leiden“ (engl. orphan pharmaceutical drug beziehungsweise orphan medicinal product). Diese Medikamente sind wegen des teilweise winzigen Marktes und ihres daher geringen Umsatzes während des gesetzlichen Patentschutzes – bei gleichzeitig hohen Entwicklungskosten – für die pharmazeutische Industrie nicht interessant.
Die USA erließen 1983 den Orphan Drug Act, der die Förderung und Entwicklung derartiger Arzneimittel zum Ziel hat.
Die EU hat im Januar 2000 die Verordnung über Arzneimittel für seltene Leiden in Kraft gesetzt. Der Ausschuss für Arzneimittel gegen seltene Krankheiten (Committee for Orphan Medicinal Products, COMP) der Europäischen Arzneimittelagentur (EMA) verabschiedet bei seinen turnusmäßig stattfindenden Besprechungen regelmäßig Empfehlungen zur Zuerkennung des Status „Arzneimittel gegen eine seltene Krankheit“.
Die Kriterien für die Einstufung als seltene Krankheit sind örtlich unterschiedlich geregelt:
- EU: weniger als 5 Patienten pro 10.000 Einwohner
- USA: weniger als 200.000 Patienten pro Jahr oder 7,5 pro 10.000 Einwohner
- Japan: weniger als 50.000 Patienten pro Jahr oder 4 pro 10.000 Einwohner
- Australien: weniger als 2.000 Patienten pro Jahr oder rund 1 pro 10.000 Einwohner

## Orphan-Arzneimittel in Europa

### Rechtsakt
Einige Kardinalpunkte der EU-Verordnung für die Ausweisung als Orphan-Arzneimittel sind:
- die wirtschaftlichen und epidemiologischen Kriterien (es darf bisher keine zufriedenstellende Methode geben oder wenn eine solche Methode existiert, muss das Produkt einen erheblichen Nutzen versprechen)
- Bildung eines Ausschusses für Arzneimittel für seltene Leiden in der Europäischen Arzneimittelagentur (EMA)
- Automatischer Zugang zum Zentralisierten Verfahren (Zulassung)
- Marktexklusivität für die zugelassene Indikation für die Dauer von zehn Jahren für denjenigen, der das Orphan-Arzneimittel zugelassen hat

Wird also einem Pharmahersteller der Orphan-Drug-Status für ein Präparat erteilt, bedeutet dies für das Unternehmen zehnjährige Exklusivrechte ab Marktzulassung des neuen Medikaments sowie die Reduktion von Gebühren.

### Gemeinschaftsregister
Die Zuweisung des Orphan-Drug-Status erfolgt durch die EU-Kommission auf Empfehlung des Ausschusses für Arzneimittel für seltene Krankheiten der Europäischen Arzneimittelagentur. Ein Arzneimittel mit Orphan-Drug-Status wird im Gemeinschaftsregister der EU als solches eingetragen.

### Zulassung und Vermarktung
Medikamente für seltene Leiden werden bei der Zulassung durch ein vereinfachtes Zulassungsverfahren gefördert. Der Eintrag in das Gemeinschaftsregister bedeutet aber noch keine Zulassung des Arzneimittels in der Indikation. Diese muss unabhängig davon im zentralisierten Verfahren erteilt werden. Die in der EU zugelassenen Arzneimittel mit Orphan-Status sind beispielsweise in der Datenbank auf Orphanet abrufbar und werden zudem in einem Heft veröffentlicht („Verzeichnis der Arzneimittel für seltene Krankheiten in Europa“).

### Regulierungsharmonisierung
Um die Belastung für Hersteller bei der Beantragung des Orphan-Drug-Status zu verringern, einigten sich die US-amerikanischen Food and Drug Administration (FDA) und die Europäische Arzneimittel-Agentur (EMA) Ende 2007 darauf, ein gemeinsames Antragsverfahren zu verwenden. Beide Behörden werden jedoch weiterhin getrennte Genehmigungsverfahren beibehalten.

## Zusatznutzen
Das im November 2010 in Deutschland verabschiedete Gesetz zur Neuordnung des Arzneimittelmarktes (AMNOG) verlangt unter anderem, dass der Hersteller für alle neuen Arzneimittel Nachweise für einen Zusatznutzen vorlegen muss. Das Ausmaß des Zusatznutzens eines Medikaments bestimmt seinen Erstattungsbetrag. Da eine Zulassung als Arzneimittel für eine seltene Erkrankung (Orphan-Arzneimittel) nur dann erteilt wird, wenn die Erkrankung selten ist und es hierfür bisher keine adäquate Therapie gibt, entfällt für ein Orphan-Arzneimittel die Notwendigkeit des – nochmaligen – Nachweises eines Zusatznutzens.
Das Bundesministerium für Gesundheit (BMG) hält diese Erleichterung jedoch nur für Arzneimittel angemessen, die aufgrund ihrer Zulassung für seltene Erkrankungen einen geringen Umsatz haben. Erreicht dagegen der pharmazeutische Unternehmer mit dem Orphan-Arzneimittel einen Umsatz von mehr als 30 Millionen Euro, muss er den Nachweis des Zusatznutzens erbringen. Herstellerverbände positionieren sich kritisch zu dieser Regelung und befürworten den Zusatznutzen von Orphan-Arzneimitteln im AMNOG-Verfahren ohne Betrachtung einer Umsatzschwelle als belegt anzusehen. Hingegen will der GKV-Spitzenverband den gesetzlichen Sonderstatus von Orphan-Arzneimitteln in der „frühen Nutzenbewertung“ revidiert sehen.
Immer wieder kommt es aufgrund des Überschreitens der 30-Millionen-Euro-Grenze zu einer neuen Nutzenbewertung. Für das Orphan Drug Polatuzumab-Vedotin (Handelsname: Polivy, Hersteller: Roche), ergab diese z. B. im Juni 2024, dass kein Zusatznutzen anerkannt wurde. Der Wirkstoff ist zugelassen für die Behandlung des rezidivierenden oder refraktär diffus großzelligen B-Zell-Lymphoms. Da der Hersteller nicht die vom G-BA vorgegebene Vergleichstherapie nach einer nicht erfolgreichen Erstlinientherapie befolgt hatte, wurden die vorgelegten Studien nicht anerkannt. Ferner sah der G-BA für die Erstlinientherapie mit Polatuzumab-Vedotin im Vergleich zu Rituximab keinen Zusatznutzen. Der Wirkstoff Letermovir (Handelsname: Prevymis, Hersteller: MSD Sharp & Dohme) ist als Orphan Drug zugelassen zur Prophylaxe einer Cytomegalievirus(CMV)–Reaktivierung und -Erkrankung nach Stammzelltransplantation. Bei der neuen Nutzenbewertung nach Überschreiten der 30-Millionen-Euro-Umsatzgrenze sah der G-BA im Juni 2024 einen Anhaltspunkt für einen Zusatznutzen im Vergleich zum beobachtenden Abwarten. Nur für den Morbiditätsendpunkt „Schwere CMV-Reaktivierung / CMV Erkrankung“ zeigte sich ein beträchtlicher Vorteil, für die anderen Endpunkte ließen sich weder Vor- noch Nachteile feststellen. Insgesamt sei der Zusatznutzen nicht quantifizierbar.